# Gustavo Huet
Gustavo Huet Bobadilla (ur. 22 listopada 1912 w Meksyku, zm. 20 listopada 1951 w Puebll) – meksykański strzelec sportowy. Srebrny medalista olimpijski z Los Angeles.
Specjalizował się w strzelaniu karabinowym. Zawody w 1932 były jego pierwszymi igrzyskami olimpijskimi. Sięgnął po medal. W 1932 triumfował w strzelaniu z pozycji leżącej na dystansie 50 metrów, zwyciężył Szwed Bertil Rönnmark. Brał udział w IO 36 i IO 48.